# Buque faro

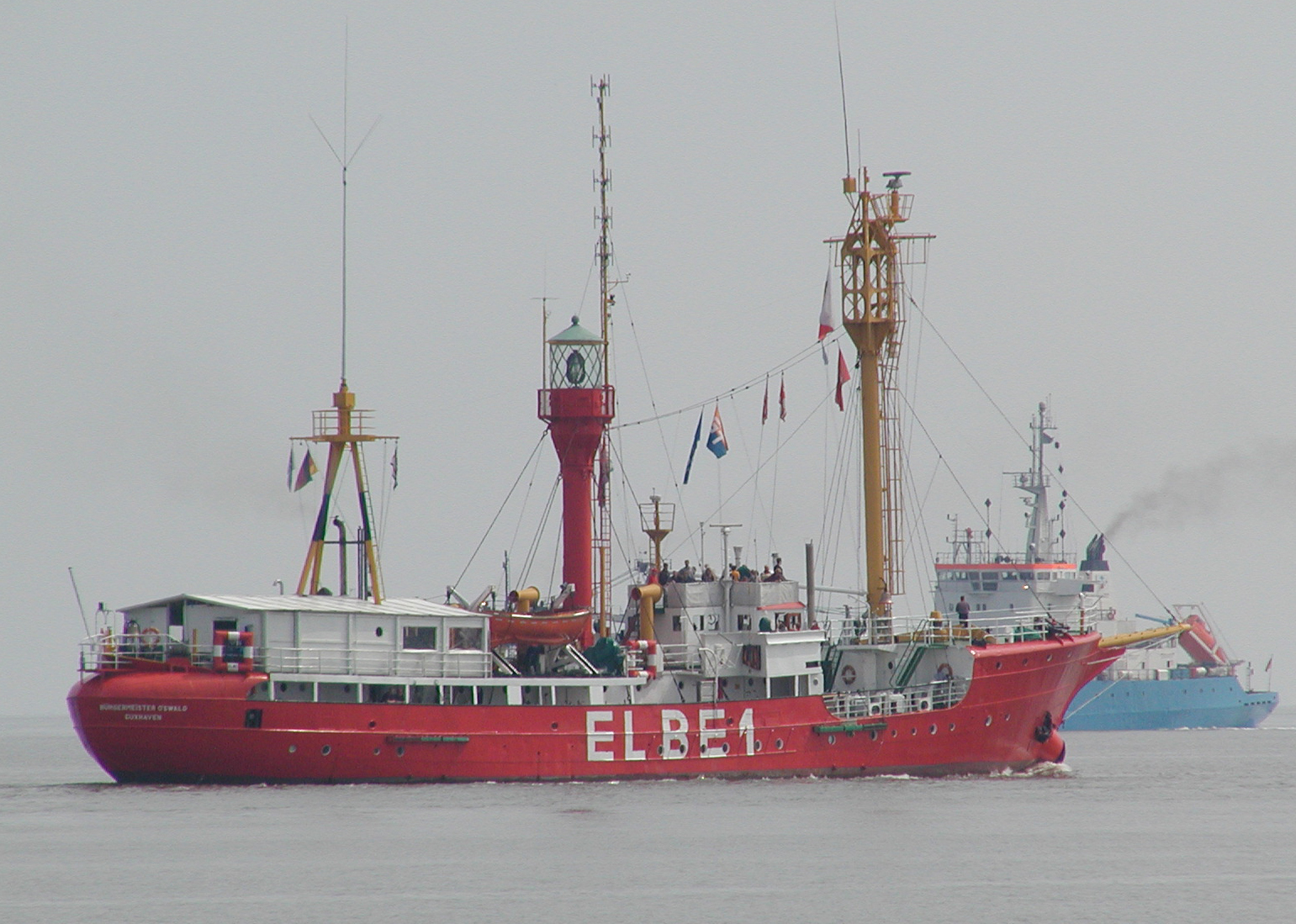
Buque faro Elba 1.

Los buques faro son buques adaptados para servir de soporte a una ayuda a la navegación que por las características de la zona requiere una envergadura más visible que una boya pero no es posible instalar un faro.
En general están tripulados y además de las balizas luminosas poseen radiofaros y RACON, una radio ayuda que al ser "iluminada" por el haz de los radares devuelve una señal distintiva en las pantallas, proporcionando información de alcance, rumbo e identificación, automáticamente.
Son también base de estaciones de control de tráfico marítimo.
Habitualmente se encuentran fondeados en una posición fija y marcada en las cartas náuticas , pero existen excepciones, como en el caso del ELBA 1 que sirve de estacionario de pilotos del río Elba, navegan dentro de radios restringidos en el estuario de dicho río.
El primer buque faro de la era moderna (los romanos ya utilizaban este tipo de embarcaciones en su época) fue el Nore, construido por el inventor inglés Robert Hamblin y que sirvió desde 1732 en la desembocadura del Támesis. En un principio se trataban de pesqueros o mercantes modificados, pero en 1820 ya existían en la costa inglesa nueve barcos construidos para esta misión. Otros buques faro famosos son el antiguo Buque Faro Ambrose, y el Nantucket II, el último buque faro construido y puesto en servicio en los Estados Unidos.

## Galería de imágenes

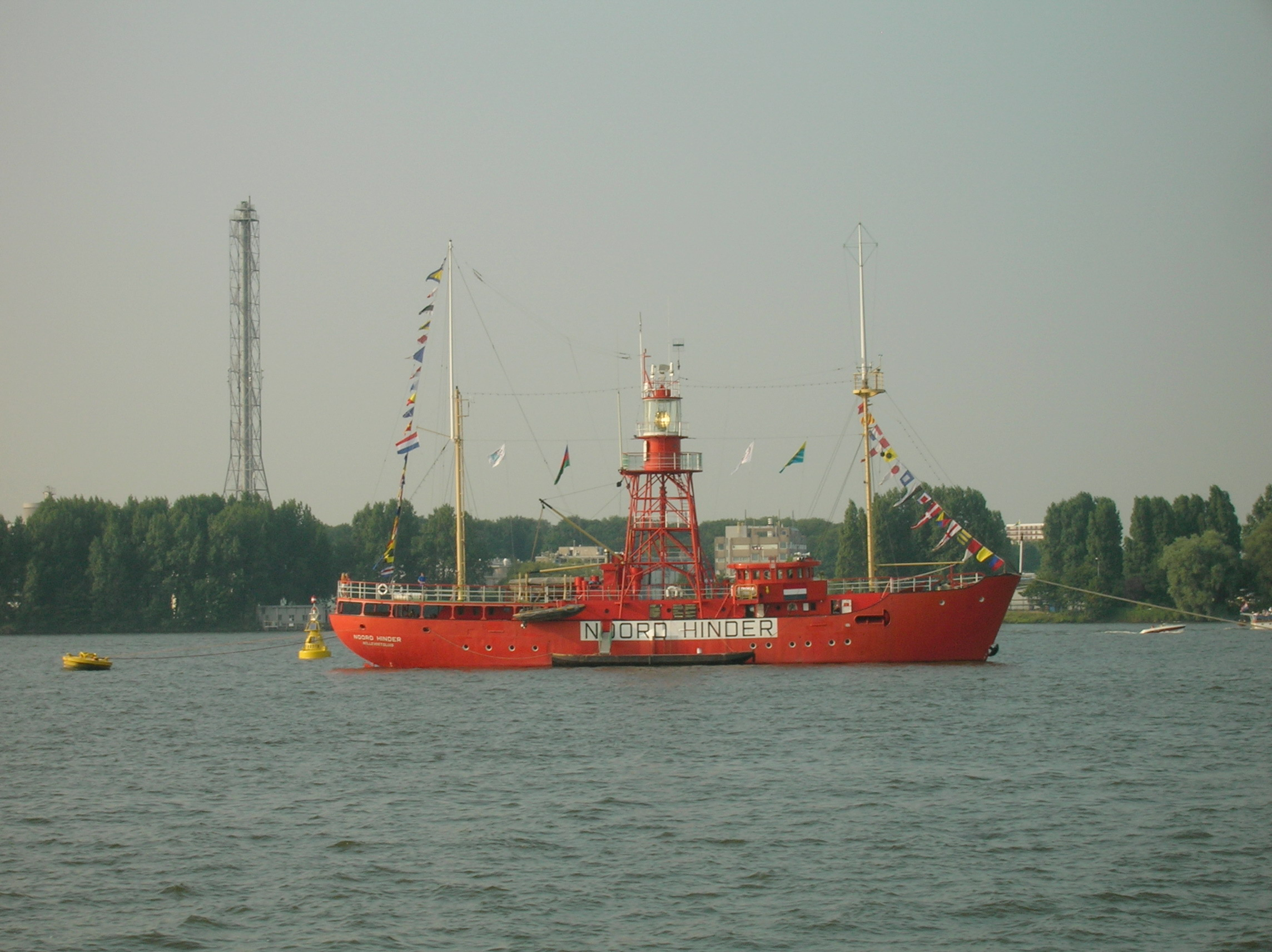
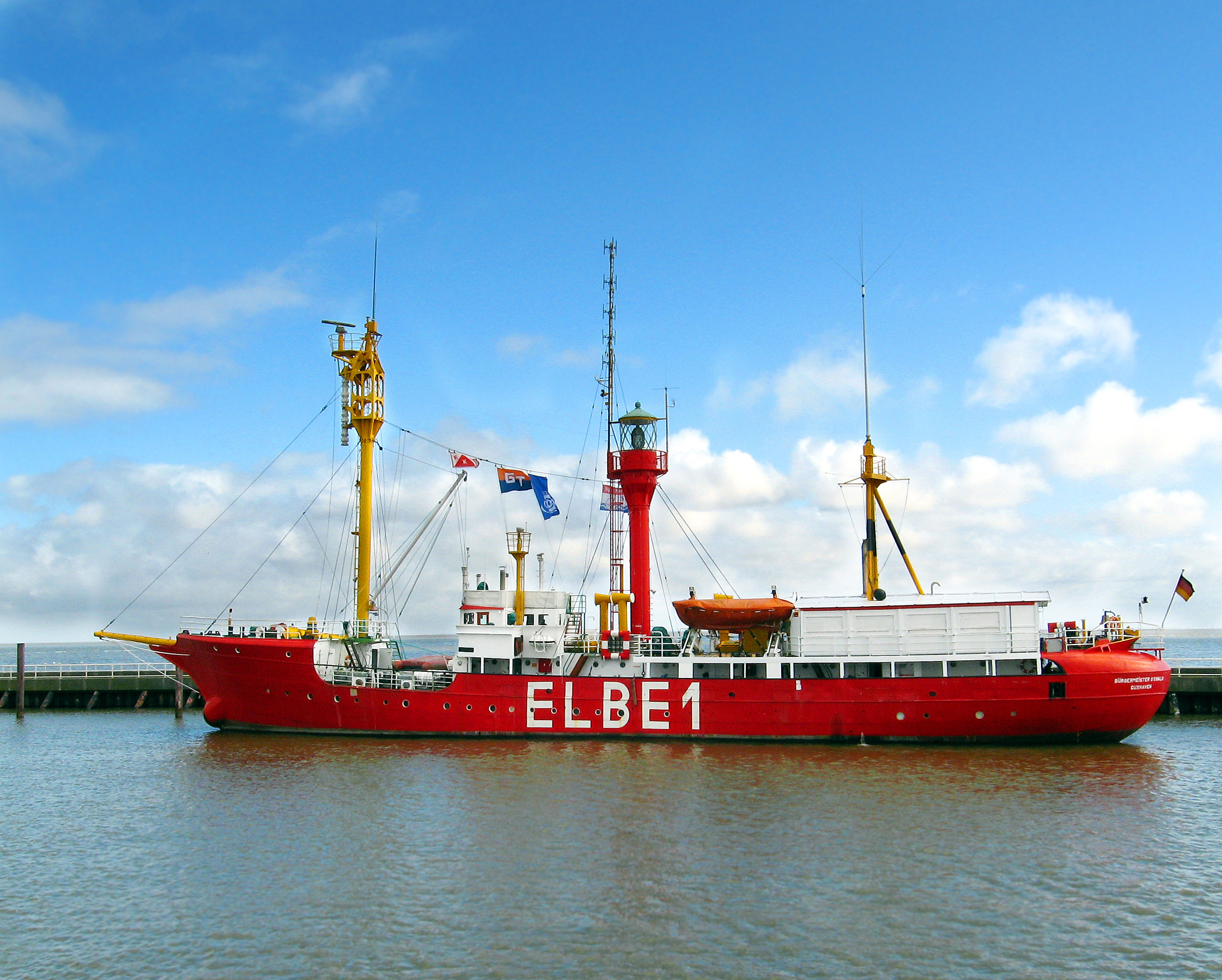
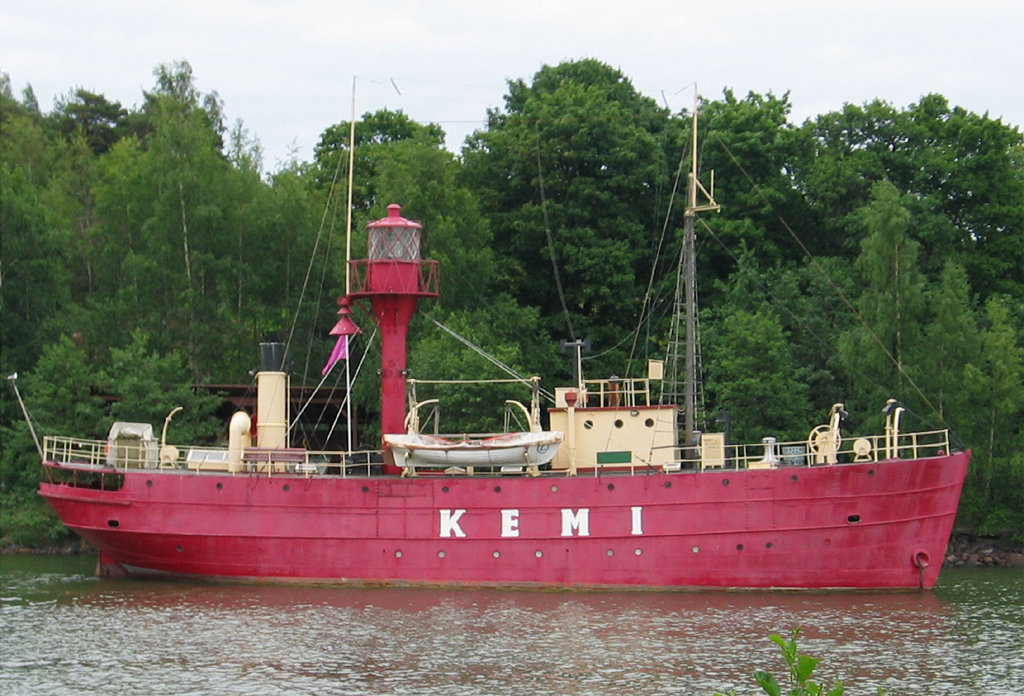
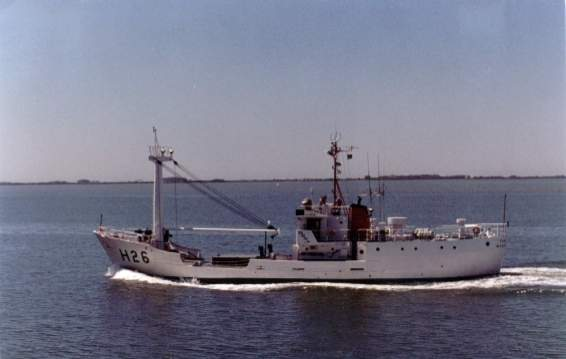